# La petite chambre
La petite chambre es una película dramática suiza de 2010 de las directoras suizas Stéphanie Chuat y Véronique Reymond. La película trata sobre una enfermera geriátrica que perdió a su hijo al nacer y un señor mayor que será deportado a un hogar de ancianos. Ganó el mismo año, entre otras, el premio Swiss Quartz Film a la mejor película y al mejor guion y fue la entrada a la 83.ª edición de los Premios Óscar representando a suiza 2011 a la mejor película en lengua extranjera.
La película es una coproducción entre Suiza y Luxemburgo de Vega Film/Iris Productions. Los papeles principales son interpretados por Michel Bouquet y Florence Loiret-Caille.
En Alemania, la película se estrenó el 29 de septiembre de 2011 por Arsenal Film Distribution.

## Sinopsis
Edmond es un anciano caballero que defiende tenazmente su independencia. Se niega a ir a un hogar de ancianos y también rechaza la ayuda de la enfermera de la casa Rose, quien perdió a su hijo al nacer. Cuando su hijo empuja a Edmond a un hogar de ancianos en contra de su voluntad después de una caída, Rose lo lleva con ella. Allí se muda a la habitación destinada al hijo de Rose, ayudándola así a sobrellevar su dolor. Se desarrolla una amistad entre los dos en la que él conserva su independencia y ella recupera su libertad del dolor.

## Reparto
- Florence Loiret Caille como Rose
- Michel Bouquet como Edmond
- Eric Caravaca como Marc
- Joël Delsaut como Jacques
- Valerie Bodson como Bettina
- Véronique Fauconnet como Lorna
- Marc Olinger como Bernard
- Claudine Pelletier como Edith
- Daniel Plier como Oftalmólogo
- Raoul Schlechter como Homme avec bébé

## Recepción
La petite chambre se mostró en varios festivales de cine en todo el mundo en Locarno, Festival de Cine de Montreal, Hofer Filmtage, Festival de Cine de París o en el Festival Internacional de Cine de Palm Springs. En 2011, la película ganó el Swiss Film Prize Quartz a la mejor película y al mejor guion.
La película atrajo a 75.000 espectadores en Suiza.

## Enlaces web
- Sitio web oficial de la película. Archivado el 31 de octubre de 2011 en Wayback Machine.
- Web oficial del distribuidor alemán Archivado el 2 de mayo de 2017 en Wayback Machine.

- Datos: Q682589